# Лізбен (Флорида)
Лізбен (англ. Lisbon) — переписна місцевість (CDP) в США, в окрузі Лейк штату Флорида. Населення — 229 осіб (2020).

## Географія
Лізбен розташований за координатами 28°52′57″ пн. ш. 81°46′27″ зх. д. / 28.88250° пн. ш. 81.77417° зх. д. (28.882531, -81.774303).  За даними Бюро перепису населення США в 2010 році переписна місцевість мала площу 4,91 км², з яких 4,51 км² — суходіл та 0,40 км² — водойми.

## Демографія
Згідно з переписом 2010 року, у переписній місцевості мешкало 260 осіб у 106 домогосподарствах у складі 73 родин. Густота населення становила 53 особи/км².  Було 122 помешкання (25/км²).
Расовий склад населення:
| - 95,4 % — білих - 0,8 % — корінних американців - 0,4 % — чорних або афроамериканців - 0,4 % — азіатів |

До двох чи більше рас належало 2,7 %. Частка іспаномовних становила 3,8 % від усіх жителів.
За віковим діапазоном населення розподілялося таким чином: 17,3 % — особи молодші 18 років, 59,6 % — особи у віці 18—64 років, 23,1 % — особи у віці 65 років та старші. Медіана віку мешканця становила 46,5 року. На 100 осіб жіночої статі у переписній місцевості припадало 106,3 чоловіків;  на 100 жінок у віці від 18 років та старших — 117,2 чоловіків також старших 18 років.
Цивільне працевлаштоване населення становило 0 осіб. 